# Taaleiland Olomouc
Het taaleiland Olomouc (Tsjechisch: Olomoucký jazykový ostrov en Duits: Olmützer Sprachinsel) was een Duits taaleiland in een Tsjechisch sprekend gebied in Midden-Moravië. Als centrum van het taaleiland fungeerde de stad Olomouc waarom heen enkele gemeenten, voornamelijk in het zuiden en westen, lagen waarvan de meerderheid van de bevolking Duitstalig was. 
Het eiland hield op te bestaan met uitzetting van de Duitse bevolking in 1945 en 1946.

## Geschiedenis
De vestiging van Duitsers in Olomouc en omgeving vond plaats in de 13e eeuw vanuit het Oost-Frankische taalgebied. In het dorp Hněvotín hebben zich waarschijnlijk Beierse kolonisten gevestigd.
Ten tijde van de tweede helft van de 19e eeuw was Olomouc een Duitse stad met een Tsjechische minderheid. Dorpen met een Duitstalige meerderheid in de omgeving van Olomouc waren: Neředín (Duits: Neretein), Nová Ulice (Neugasse), Povel (Powel), Nové Sady (Neustift), Nový Svět (Salzergut), Nemilany (Nimlau), Kyselov (Giesshübel), Slavonín (Schnobolin), Hněvotín (Nebotein), Nedvězí (Nedweiss) en Pavlovičky (Paulowitz). Verder leefden er nog Duitse minderheden voornamelijk ten oosten van Olomouc in Bělidla (Bleich), Chválkovice (Chwalkowitz), Hejčín (Hatschein) en Hodolany (Hodolein).In deze tijd was het stadsbestuur Duits en plaatselijk bestond de angst voor de vertsjechising van de stad zoals dit als was gebeurd in enkele andere steden, zoals bijvoorbeeld in Prostějov (Proßnitz), Litovel (Littau) en Jevíčko (Gewitsch). Het ontstaan van Tsjechische scholen en instituten in de stad werd tegengewerkt om een toestroom van Tsjechen van het platteland uit de omgeving te voorkomen. Desondanks groeide het aandeel van de Tsjechische bevolking.
Na de Eerste Wereldoorlog werd het tot dan toe Duitse stadsbestuur met burgemeester Karl Brandhuber gedwongen af te treden en een nieuwe správní komise (Nederlands: bestuurscommissie), waarin Duitsers een minderheid vormden, aangesteld. Onder de bestuurscommissie werd Olomouc samengevoegd met verschillende omliggende gemeenten tot Velká Olomouc en daalde het aandeel van de Duitsers in de bevolking tot ongeveer een kwart van de totale bevolking. Hiermee kwam het bestuur van de stad definitief in Tsjechische handen, de Duitsers behielden het recht om met de stad in het Duits te communiceren, omdat zij nog steeds meer dan 20% van de bevolking vormden. Het aandeel Duitsers in de totale bevolking in Olomouc en omgeving bleef enige tijd dalen door immigratie van Tsjechen naar Olomouc, een lagere geboortegraad van de Duitse bevolking en de keuze om een andere nationaliteit op te geven  door inwoners zelf. Nog ten tijde van de Eerste republiek stabiliseerde deze statistieken zich. Na de Tweede Wereldoorlog werd het grootste gedeelte van de Duitse gemeenschap uit en rond de stad op basis van de Beneš-decreten uitgewezen.

## Na de verdrijving
De vroegere Duitse bevolking van Olomouc heeft een vereniging opgericht, de Heimatverband Olmütz und Mittelmähren (Nederlands: Vaderlandvereniging Olomouc en Midden-Moravië), in Nördlingen om mensen onder elkaar contact te laten houden. De vereniging publiceert het blad de Olmützer Blätter.
Brno · Brodek u Konice · České Budějovice · Jihlava · Olomouc · Strýčice · Svitavy · Výškov